# Marats död
Marats död (franska: La Mort de Marat) är en oljemålning av Jacques-Louis David från 1793. Konstverket ingår i samlingar på Kungliga museet för sköna konster i Belgien i Bryssel.
Den föreställer den franske tidningsmannen och revolutionspolitikern Jean Paul Marat liggande död i sitt badkar den 13 juli 1793, efter att ha blivit knivhuggen av girondisten Charlotte Corday. Davids avbildning av Marat är en propagandamålning för att framställa honom som en martyr. Han har förskönats och ser yngre ut än sina 50 år. Marat led av en hudsjukdom som mildrades av att bada och han tog därför ofta emot besök i badrummet. 
Det är inte mycket i målningen som påminner om dådet. Genom den stränga kompositionen och likets hållning påminner skildringen om en korsnedtagning. Den privata scenen verkar snarast som en minnesvård över en revolutionshjälte som lider martyrdöden.
På det blodbestänkta pappersblad som den döde Marat håller i sin vänstra hand står det: du 13 Juillet, 1793. Marie anne Charlotte Corday au citoyen Marat. Il suffit que je sois bien Malheureuse pour avoir Droit à votre bienveillance. Det handlar alltså om Charlotte Cordays petitionsbrev för att få besöka Marat. I översättning: Den 13 juli 1793. Marie anne Charlotte Corday till medborgaren Marat. Min stora bedrövelse är skäl nog till att ni ska visa mig den vänligheten. När Cordat vittnade i rätten efter mordet sa hon: Jag dödade en man för att rädda livet på 100 000. Fyra dagar senare skickades hon till giljotinen. 